# Alois Schwarz (Skilangläufer)
Alois Schwarz (* 16. Juli 1965 in Linz; † 31. Jänner 1999 in Sattledt) war ein österreichischer Skilangläufer, der für den Verein SU Bad Leonfelden startete.

## Leben
Als zweites von drei Kindern wuchs Alois „Blacky“ Schwarz am elterlichen Bauernhof in der Ortschaft Langzwettl in Zwettl an der Rodl in Oberösterreich, rund 20 km nördlich von Linz, auf. In einer Tischlerei im Heimatort erlernte er das Tischlerhandwerk. Bereits seit der Volksschulzeit begeisterte sich Alois Schwarz für den Schilanglauf. Sein sportliches Talent wurde entdeckt und gefördert. Er errang mehrfach Landes- und Staatsmeisterschaftstitel, nahm an drei Weltmeisterschaften und schließlich 1988 an den Olympischen Spielen in Calgary und 1992 an den Olympischen Spielen in Albertville teil. Mit Rang 18 über 30 km (klassisch) am 15. Februar 1988 auf den Loipen in Canmore bei Calgary stellte er eine bisher noch nie erreichte Platzierung eines ÖSV-Langläufers über diese Distanz bei Olympischen Spielen auf. Bei den Junioren-Weltmeisterschaften 1985 in Täsch gewann er Bronze mit der Staffel.
Beruflich war Alois Schwarz als Zollwachebeamter und als Schibetreuer der Firma Fischer tätig. Auf Schwarz’ Initiative hin schlossen sich zwei weitere Bauern mit ihm als erste biologische Betriebsgemeinschaft Österreichs zu den „Langzwettler Käsebauern“ zusammen. Auf die Idee der Hartkäseerzeugung war Schwarz bei seinen sportlichen Tätigkeiten im Hochgebirge gestoßen. Bei der Heimfahrt von einem Landescup-Langlaufrennen in Rosenau verunglückte Blacky Schwarz auf der Autobahn wenige Kilometer nach Sattledt am 31. Jänner 1999 mit seinem Auto tödlich. Seine mitfahrende hochschwangere Frau Margarete und seine beiden Kinder kamen mit leichten Verletzungen davon.
Alois Schwarz’ Tochter Nathalie Schwarz, die damals diesen Unfall miterlebte, ist ebenfalls Langlaufsportlerin. Sie nahm 2014 für Österreich an den Olympischen Spielen in Sotschi teil.